# サンダー (映画)
『サンダー』（原題：Thunder）は、1983年制作のイタリアのアクション映画。『ランボー』と内容が酷似している。
日本では劇場未公開で、1989年1月20日に日本テレビ「金曜ロードショー」で『サンダー/怒りの復讐』のタイトルでテレビ放送された。
シリーズ化され、3作目まで制作された。

## あらすじ
アメリカ西部の田舎町に住むインディアンの青年サンダーは、先祖の墓が開発のために取り壊されると知り、町へ交渉に行く。
しかし、サンダーはまともに取り合ってもらえないばかりか、迫害を受けるようになる。
サンダーはじっと耐え忍ぶが、命を狙われるようになるに至り、ついに怒りが爆発、反撃を開始する。

## キャスト
※括弧内は日本語吹き替え
- サンダー - マルコ・デ・グレゴリオ（「マーク・グレゴリー」名義）（北尾光司）
- クック保安官 - ボー・スヴェンソン（穂積隆信）
- バリー - ライムンド・ハームストロフ（内海賢二）
- ブライアン - パオロ・マルコ（富山敬）
- シーラ - ヴァレリア・ロス（土井美加）

吹替その他、松村彦次郎、井上和彦、麦人、小関一、藤本譲、伊井篤史、古田信幸、荒川太郎、大山高男、秋元羊介、滝沢ロコ、小室正幸、星野充昭